# Wellstedia robusta
Wellstedia robusta är en strävbladig växtart som beskrevs av M. Thulin. Wellstedia robusta ingår i släktet Wellstedia och familjen strävbladiga växter. Inga underarter finns listade i Catalogue of Life.